# Boussé
Boussé là một tổng thuộc  tỉnh Kourwéogo ở miền trung Burkina Faso. Thủ phủ là thị xã Boussé. Theo điều tra dân số năm 1996, tổng này có tổng dân số 41.013 người.

## Các thị xã và làng xã
- Thị xã Boussé	(13 173 dân) (thủ phủ)
- Gasma	(1 712 dân)
- Goala	(1 006 dân)
- Golmidou	(1 740 dân)
- Goundrin	(1 852 dân)
- Guesna	(1 061 dân)
- Kaonghin	(3 838 dân)
- Kiedpalogo	(1 005 dân)
- Kinana	(1 242 dân)
- Koui	(2 021 dân)
- Kourian	(966 dân)
- Laogo	(717 dân)
- Likinkelsé	(1 196 dân)
- Sandogo	(2 734 dân)
- Sao	(5 369 dân)
- Silmiougou	(708 dân)
- Yargo	(673 dân)